# 4.ª etapa da Volta a Espanha de 2017
A 4ª etapa da Volta a Espanha de 2017 teve lugar a 22 de agosto de 2017 entre Escaldes-Engordany e Tarragona sobre um percurso plano de 198,2 km.

## Classificação da etapa
| \| Classificação por etapas \| Classificação por etapas \| Classificação por etapas \| Classificação por etapas \| Classificação por etapas \| \| Ciclista \| Ciclista \| Equipe \| Tempo \| \| \| ------------------------ \| ------------------------ \| ------------------------ \| ------------------------ \| ------------------------ \| \| 1. \| Matteo Trentin \| Quick-Step Floors \| 4h43m57s \| \| \| 2. \| Juan José Lobato \| LottoNL-Jumbo \| + 0s \| \| \| 3. \| Tom Van Asbroeck \| Cannondale-Drapac \| + 0s \| \| \| 4. \| Edward Theuns \| Trek-Segafredo \| + 0s \| \| \| 5. \| Jens Debusschere \| Lotto-Soudal \| + 0s \| \| \| 6. \| Sacha Modolo \| UAE Team Emirates \| + 0s \| \| \| 7. \| Lorrenzo Manzin \| FDJ \| + 0s \| \| \| 8. \| Søren Kragh Andersen \| Team Sunweb \| + 0s \| \| \| 9. \| Youcef Reguigui \| Dimension Data \| + 0s \| \| \| 10. \| Jetse Bol \| Manzana Postobón \| + 0s \| \| |                      |                   |          |
| |                      |                   |          |
| Fonte: ProCyclingStats |                      |                   |          |
| Classificação por etapas |                      |                   |          |
| Ciclista | Ciclista             | Equipe            | Tempo    |
| 1. | Matteo Trentin       | Quick-Step Floors | 4h43m57s |
| 2. | Juan José Lobato     | LottoNL-Jumbo     | + 0s     |
| 3. | Tom Van Asbroeck     | Cannondale-Drapac | + 0s     |
| 4. | Edward Theuns        | Trek-Segafredo    | + 0s     |
| 5. | Jens Debusschere     | Lotto-Soudal      | + 0s     |
| 6. | Sacha Modolo         | UAE Team Emirates | + 0s     |
| 7. | Lorrenzo Manzin      | FDJ               | + 0s     |
| 8. | Søren Kragh Andersen | Team Sunweb       | + 0s     |
| 9. | Youcef Reguigui      | Dimension Data    | + 0s     |
| 10. | Jetse Bol            | Manzana Postobón  | + 0s     |

## Classificações ao final da etapa

### Classificação geral
| \| Classificação geral \| Classificação geral \| Classificação geral \| Classificação geral \| Classificação geral \| \| Ciclista \| Ciclista \| Equipe \| Tempo \| \| \| ------------------- \| ------------------- \| ------------------- \| ------------------- \| ------------------- \| \| 1. \| Chris Froome \| Team Sky \| 13h37m41s \| \| \| 2. \| David de la Cruz \| Quick-Step Floors \| + 2s \| \| \| 3. \| Nicolas Roche \| BMC Racing Team \| + 2s \| \| \| 4. \| Tejay van Garderen \| BMC Racing Team \| + 2s \| \| \| 5. \| Vincenzo Nibali \| Bahrain-Merida \| + 10s \| \| \| 6. \| Esteban Chaves \| Orica-Scott \| + 11s \| \| \| 7. \| Fabio Aru \| Astana \| + 38s \| \| \| 8. \| Adam Yates \| Orica-Scott \| + 39s \| \| \| 9. \| Romain Bardet \| AG2R La Mondiale \| + 48s \| \| \| 10. \| Simon Yates \| Orica-Scott \| + 48s \| \| |                    |                   |           |
| |                    |                   |           |
| Fonte: ProCyclingStats |                    |                   |           |
| Classificação geral |                    |                   |           |
| Ciclista | Ciclista           | Equipe            | Tempo     |
| 1. | Chris Froome       | Team Sky          | 13h37m41s |
| 2. | David de la Cruz   | Quick-Step Floors | + 2s      |
| 3. | Nicolas Roche      | BMC Racing Team   | + 2s      |
| 4. | Tejay van Garderen | BMC Racing Team   | + 2s      |
| 5. | Vincenzo Nibali    | Bahrain-Merida    | + 10s     |
| 6. | Esteban Chaves     | Orica-Scott       | + 11s     |
| 7. | Fabio Aru          | Astana            | + 38s     |
| 8. | Adam Yates         | Orica-Scott       | + 39s     |
| 9. | Romain Bardet      | AG2R La Mondiale  | + 48s     |
| 10. | Simon Yates        | Orica-Scott       | + 48s     |

### Classificação por pontos
| Classificação por pontos | Classificação por pontos | Classificação por pontos | Classificação por pontos | Classificação por pontos |
| Ciclista                 | Ciclista                 | Equipe                   | Pontos                   |                          |
| ------------------------ | ------------------------ | ------------------------ | ------------------------ | ------------------------ |
| 1.                       | Matteo Trentin           | Quick-Step Floors        | 49 pts                   |                          |
| 2.                       | Vincenzo Nibali          | Bahrain-Merida           | 31 pts                   |                          |
| 3.                       | Edward Theuns            | Trek-Segafredo           | 28 pts                   |                          |
| 4.                       | Yves Lampaert            | Quick-Step Floors        | 25 pts                   |                          |
| 5.                       | Tom Van Asbroeck         | Cannondale-Drapac        | 25 pts                   |                          |
| 6.                       | Sacha Modolo             | UAE Team Emirates        | 22 pts                   |                          |
| 7.                       | David de la Cruz         | Quick-Step Floors        | 20 pts                   |                          |
| 8.                       | Juan José Lobato         | LottoNL-Jumbo            | 20 pts                   |                          |
| 9.                       | Chris Froome             | Team Sky                 | 18 pts                   |                          |
| 10.                      | Esteban Chaves           | Orica-Scott              | 17 pts                   |                          |

### Classificação por equipas
| Classificação por equipes | Classificação por equipes | Classificação por equipes | Classificação por equipes |
| Equipe                    | Equipe                    | Tempo                     |                           |
| ------------------------- | ------------------------- | ------------------------- | ------------------------- |
| 1.                        | Orica-Scott               | 40h22m11s                 |                           |
| 2.                        | Sky                       | + 1m05s                   |                           |
| 3.                        | Astana                    | + 1m56s                   |                           |
| 4.                        | Movistar Team             | + 2m52s                   |                           |
| 5.                        | Team Sunweb               | + 2m55s                   |                           |
| 6.                        | UAE Team Emirates         | + 3m18s                   |                           |
| 7.                        | AG2R La Mondiale          | + 7m08s                   |                           |
| 8.                        | BMC Racing Team           | + 8m05s                   |                           |
| 9.                        | Dimension Data            | + 9m25s                   |                           |
| 10.                       | Lotto-Soudal              | + 11m47s                  |                           |